# Малабарский веслоног
Малабарский веслоног (лат. Rhacophorus malabaricus) — вид древесных лягушек, обитающих в Западных Гатах Индии.

## Поведение

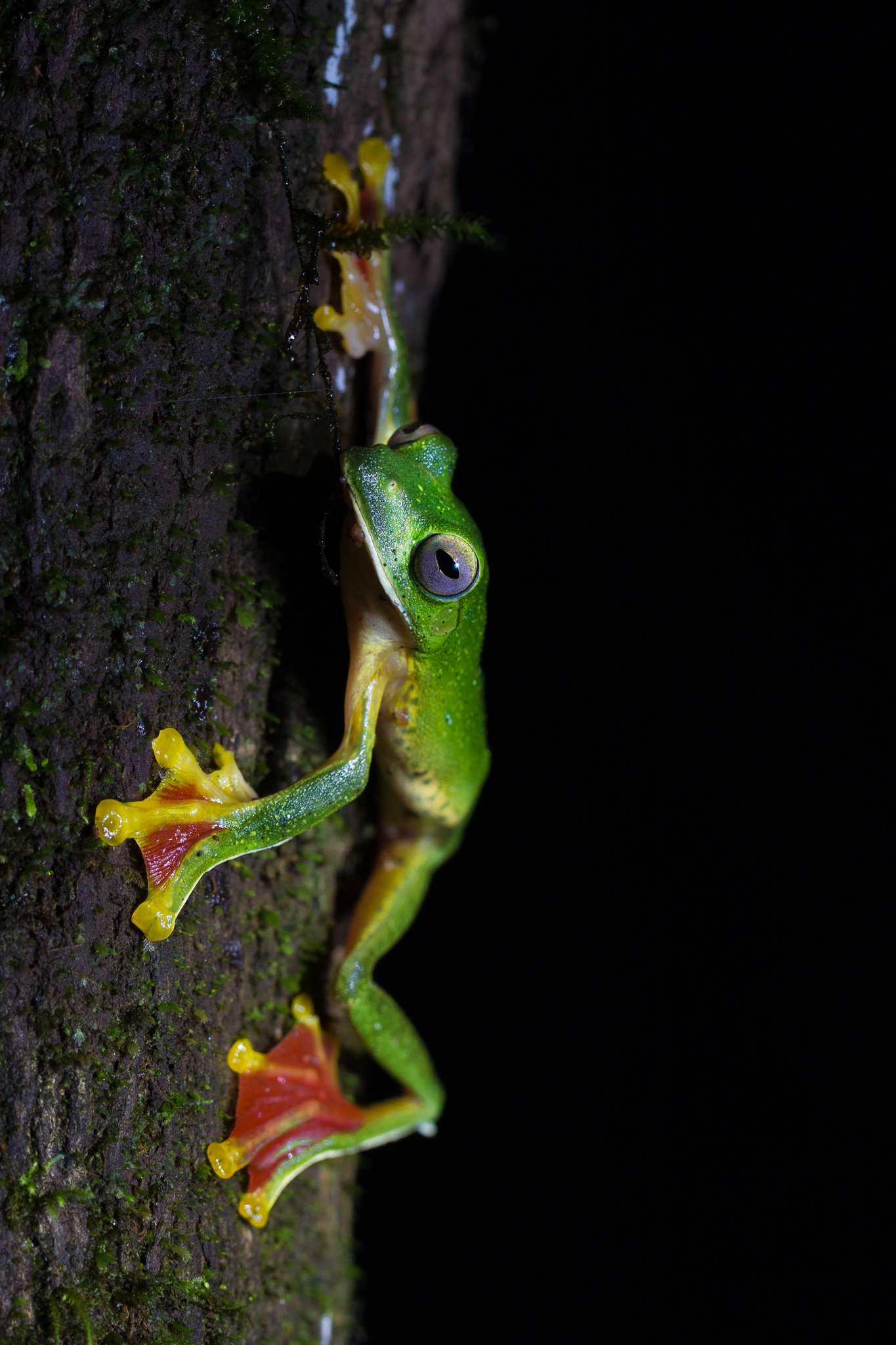

Общая длина представителей этого рода колеблется от 6 до 10 см. Самки многих видов значительно крупнее самцов. Голова преимущественно широкая или уплощённая. Морда вытянута вперёд (у разных видов длина колеблется). Характерны большие глаза с горизонтальными зрачками.

## Описание
Эта лягушка имеет длину тела около 10 см, что делает её одной из самых больших моховых лягушек. Самцы меньше самок. Его задняя кожа мелко гранулирована, а цвет ярко-зелёный без отметин, что отличает его от в остальном довольно похожего Rhacophorus pseudomalabaricus, который имеет чёрно-мраморную спину и долгое время был включён в состав настоящего вида. У сохранившихся экземпляров спина становится пурпурно-синей. Живот более крупно гранулирован, особенно под бёдрами, и бледно-жёлтый. Между длинными конечностями и вдоль них имеются кожные бахромы, а на пятке — треугольное расширение кожи. Перепонки между пальцами рук и ног большие и оранжево-красные.
Вомериновые зубы расположены в два прямых или слегка косых ряда, соприкасающихся с внутренним передним краем Хоан. Нос округлый, но не очень широкий, примерно такой же длины, как диаметр орбиты, canthus rostralis имеет тупой угол, а лоральная область вогнута. Ноздри расположены ближе к концу морды, чем к глазам. Межорбитальное пространство шире верхнего века. Барабанная перепонка составляет около 60—70 % диаметра глаза.
Диски пальцев рук и ног крупные, размером с барабанную перепонку; хорошо развиты также субартикулярные бугорки. Большеберцово-тарзальное сочленение доходит по крайней мере до глаза, самое большее — до верхней части ноздри.

## Размножение
Как и многие моховые лягушки, они строят пенные гнёзда над небольшими лужами воды, в которые падают головастики после вылупления.

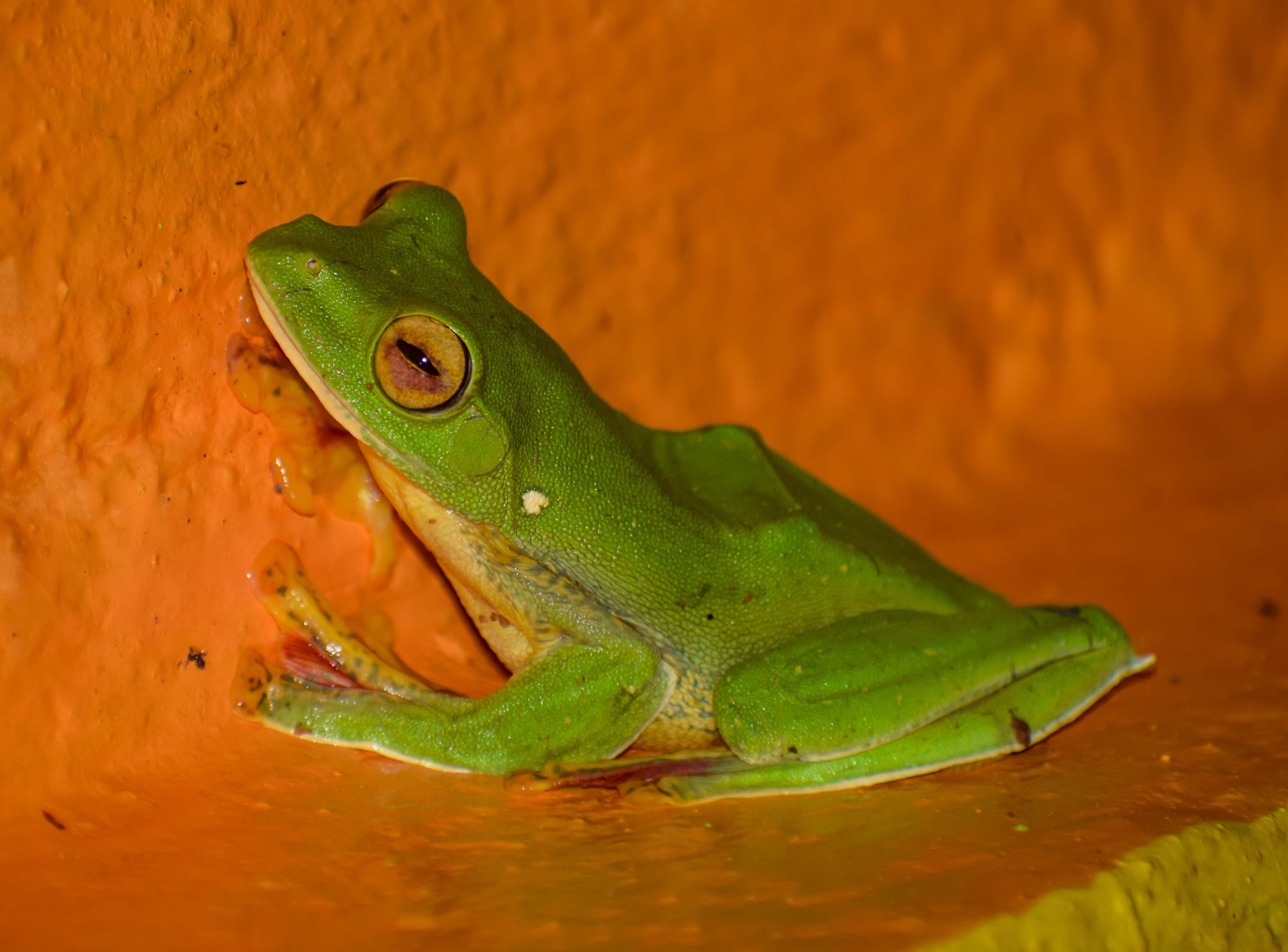
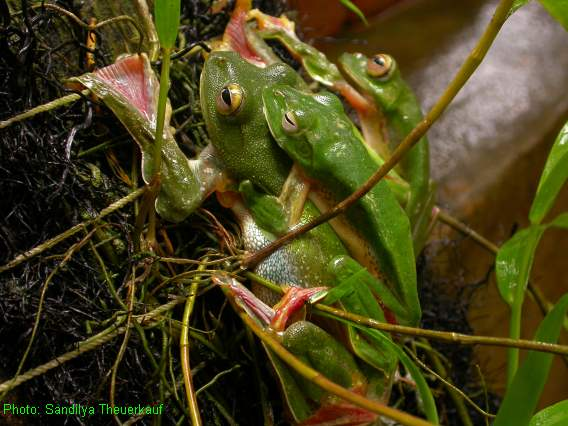
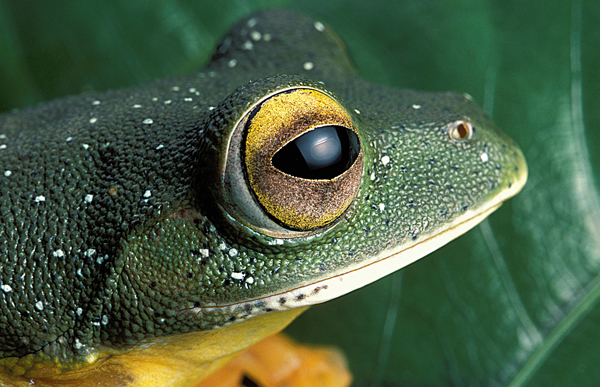
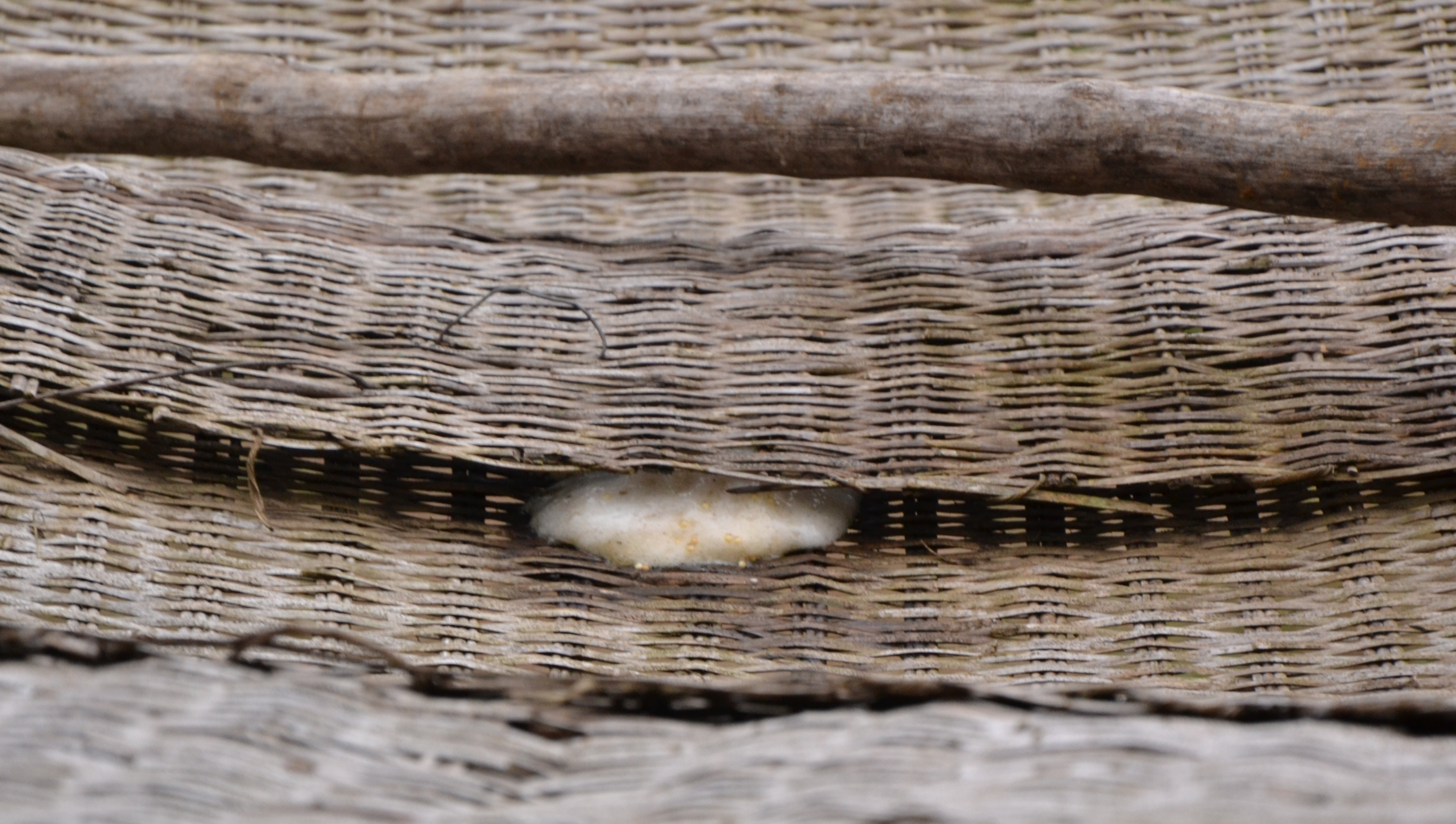